# Anielle Franco
Anielle Francisco da Silva, plus souvent appelée « Anielle Franco », née le 3 mai 1985 à Rio de Janeiro, est une enseignante, journaliste et militante féministe, antiraciste et LGBT brésilienne. Elle est ministre de l'Égalité raciale dans le troisième gouvernement de Lula depuis le 1er janvier 2023.
Tout d'abord enseignante et journaliste, elle s'engage comme militante politique aux côtés de sa sœur Marielle Franco, jusqu'à son assassinat en 2018. Après cet évènement, elle se consacre à perpétuer sa mémoire, obtenir justice pour sa sœur et poursuivre son combat militant et politique LGBT et féministe.

## Biographie

### Jeunesse, formation et parcours professionnel
Dans sa jeunesse, Anielle Franco était volleyeuse et a commencé à jouer à l'âge de 8 ans. À 16 ans, elle décroche une bourse pour étudier aux États-Unis. Elle y vécut douze ans et a pu poursuivre ses études grâce à des bourses et fréquenta plusieurs écoles, telles que le Navarro College (en) à l'université de Louisiana Tech, obtenant des diplômes en journalisme et d'anglais à l'université du centre de la Caroline du Nord (NCCU), et la Florida Agricultural and Mechanical University. Dans ces deux dernières institutions historiquement noires, Anielle Franco est influencée par la pensée antiraciste et l'amène se comprendre comme une femme noire. Elle y découvre les intellectuels et militants Angela Davis, Martin Luther King et Malcolm X.
En 2003, elle est diplômée en anglais et littérature de l'université d'État de Rio de Janeiro et en journalisme, en 2008, de la NCCU. En 2010, elle obtient une maîtrise en relations ethniques et raciales du Centre fédéral d'éducation technologique Celso Suckow da Fonseca.
En 2020, Anielle Franco est invitée par la maison d'édition brésilienne Boitempo Editorial (pt) ; elle écrit la préface du livre « Angela Davis - Uma Autobiografia », consacrée à l'auteure et militante américaine. Quelques mois plus tard, elle écrit son propre livre, Cartas Para Marielle. L'ouvrage est un recueil d'interviews et de reportages et de mémoires dédiée à sa sœur et sa famille.
En 2021, avec Ana Carolina Lourenço, elle dirige le livre « A Radical Political Imagination of Black Women », une collection d'écrits politiques de femmes noires telles que Lélia Gonzalez, Leci Brandão et Erica Malunguinho.
Pendant son parcours de journaliste, en août 2021, Anielle Franco a lancé une série d'émission d'interview sur Youtube, nommée « Papo Franco ». Le programme propose notamment des conversations et des invités spéciaux chaque semaine.
En octobre 2021, Anielle Franco était l'une des quatre brésiliennes sélectionnées pour la nouvelle édition du programme de renforcement du leadership mondial, le Ford Global Fellow, de la Fondation Ford, pour une bourse qui vise à soutenir la prochaine génération de leaders mondiaux.

### Parcours politique

#### Militante de la mémoire de Marielle Franco
Lorsqu'elle travaille comme enseignante, elle participe à la vie politique de sa sœur, la conseillère municipale et militante des droits de l'homme Marielle Franco, jusqu'à son assassinat par arme à feu le 14 mars 2018.
Durant le mois où meurt sa sœur, Anielle Franco loue une maison pour démarrer ce qui allait devenir la Marielle Franco Institute, qui promeut une série d'activités culturelles et éducatives pour les enfants, telles que des ciné-clubs, des cercles de conversation, des ateliers de contes et des lancements de livres. Depuis, elle poursuit l'héritage politique de sa sœur, tels que les droits des femmes, des personnes noires et des LGBTQIA+. L'institut a également lancé plusieurs initiatives pour soutenir les femmes noires qui veulent s'impliquer ou appuyer celles déjà présentes dans la vie politique brésilienne.
L'autre action promue par Anielle Franco à l'Institut est le lancement de la « Plateforme antiraciste aux élections », lancée en juillet 2020, qui vise à soutenir les candidatures noires aux élections municipales. La plateforme organise une série d'actions qui permettent de faire pression sur les partis pour favoriser les candidatures des femmes noires ; en plus de contribuer à favoriser l'engagement du plus grand nombre possible de candidatures pour la défense des politiques antiracistes et féministes et pour la défense des LGBTQIA+,,.
Elle a conçu le projet Marielles School en 2021, fournissant une formation politique aux filles et femmes noires, des personnes issues des quartiers populaires et LGBTQIA+, dans le quartier de Maré, où Anielle Franco et sa sœur ont grandi,. Elle a également coordonnée une enquête pour cartographier la violence politique basée sur la race et le sexe au Brésil, afin de dresser un tableau de la situation des droits politiques des femmes noires.

#### Ministre de l'Égalité raciale
Le 22 décembre, elle est nommée ministre de l'Égalité raciale dans le troisième gouvernement de Lula, un ministère crée en 2003 et recrée en 2023, avec comme objectif la planification, la coordination et l'exécution des politiques publiques en faveur de l'égalité raciale et de lutte contre le racisme.